# Trimeresurus insularis
Trimeresurus insularis (Kramer, 1977), comunemente nota come vipera indonesiana, vipera delle Piccole Isole della Sonda, vipera dalle labbra bianche della Sonda o vipera dalla coda rossa, è una specie di serpente velenoso diffusa nella parte orientale di Giava e delle Piccole Isole della Sonda, in Indonesia.

## Descrizione
Questa specie, di medie dimensioni, può raggiungere una lunghezza compresa tra 40 e 60 centimetri. Il corpo, ricoperto di squame carenate, presenta 21 file di squame dorsali lungo la linea mediana, 156–164 squame ventrali nei maschi e 156–167 nelle femmine, 70–75 squame sottocaudali nei maschi e 54–59 nelle femmine, oltre a 7–12 squame sopralabiali. La testa, larga e ben distinta dal collo, contribuisce a un aspetto caratteristico. Questa specie si distingue per le sue diverse colorazioni, le più comuni delle quali sono il verde brillante e l'azzurro/turchese, con alcune popolazioni che includono varianti gialle. Il colore degli occhi può variare dal grigio al rosso o al giallo, mentre tutte le varianti condividono una coda dai toni rossi, arancioni o rosso chiaro.

## Distribuzione ed habitat
Questa specie è diffusa in Indonesia, nella parte orientale di Giava e su numerose isole, tra cui Adonara, Alor, Bali, Flores, Komodo, Lombok, Padar, Rinca, Romang, Roti, Sumba, Sumbawa, Timor, Wetar e Timor Est. La località tipo indicata è «Soe, Timor». Si tratta di serpenti arboricoli, che abitano principalmente le foreste monsoniche secche, a altitudini che possono raggiungere i 1200 metri sul livello del mare.

## Biologia
Si tratta di una specie attiva principalmente durante le ore notturne, mentre di giorno riposa tra i cespugli. Questa vipera è un predatore d'agguato: rimane in attesa immobile finché una preda non entra nel suo raggio d'azione, per poi colpire con le sue zanne retrattili. Pur non essendo particolarmente aggressiva, può mordere se provocata o messa alle strette.
Il morso di questa vipera, sebbene raramente letale, non deve essere sottovalutato. È fondamentale cercare immediatamente assistenza medica, poiché può causare danni gravi anche se trattato. Inoltre, non si possono escludere complicazioni.

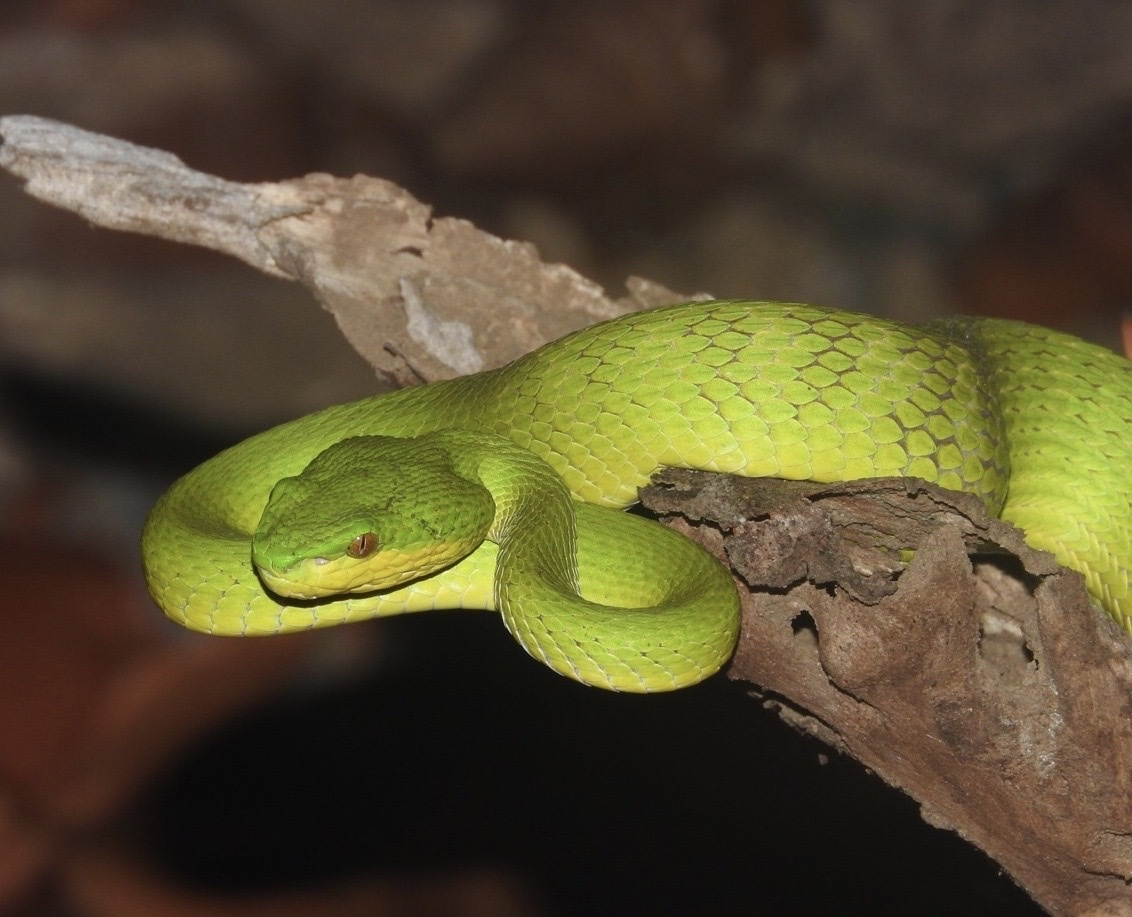
Trimeresurus insularis, dalla colorazione verde
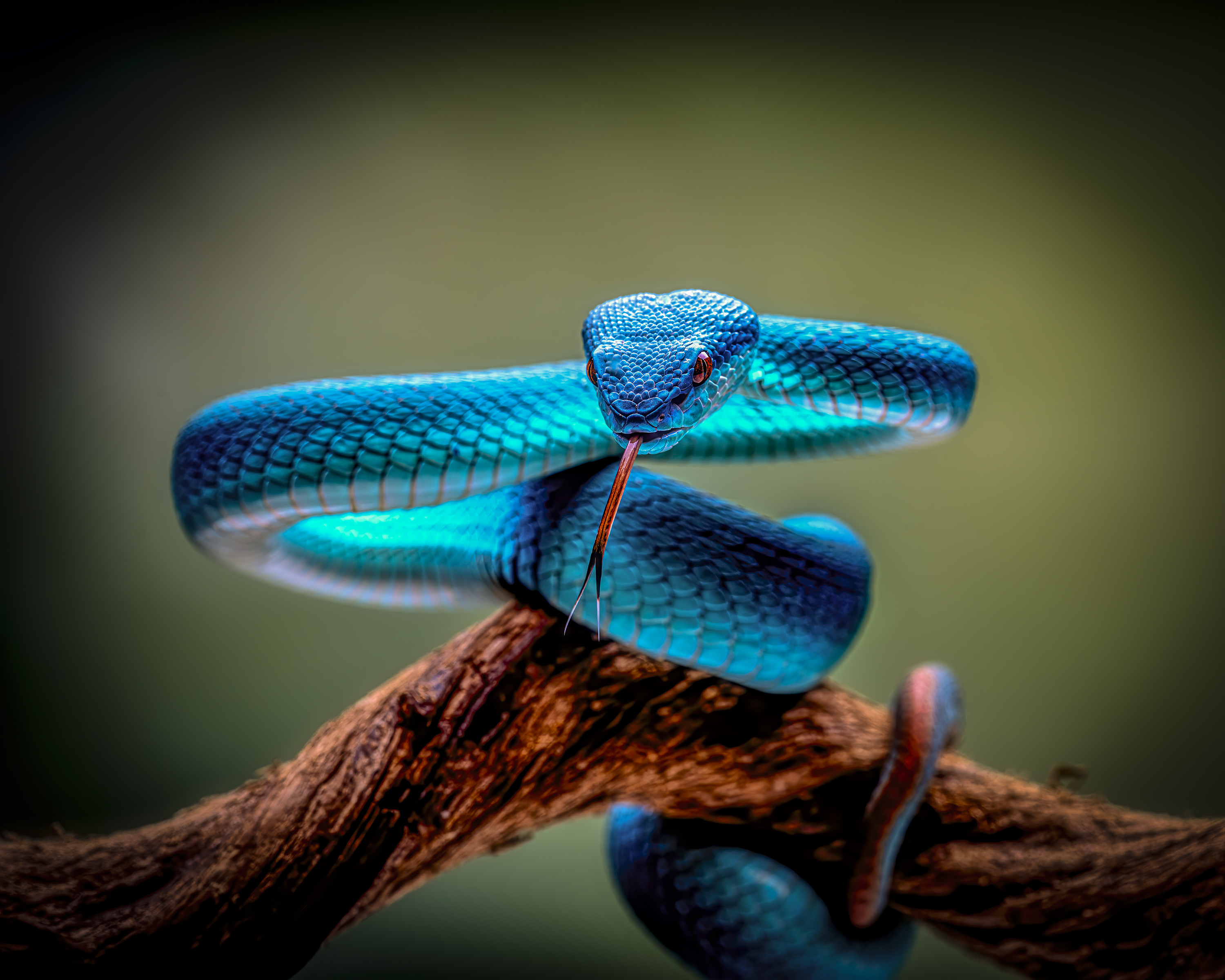
Trimeresurus insularis, dalla colorazione turchese
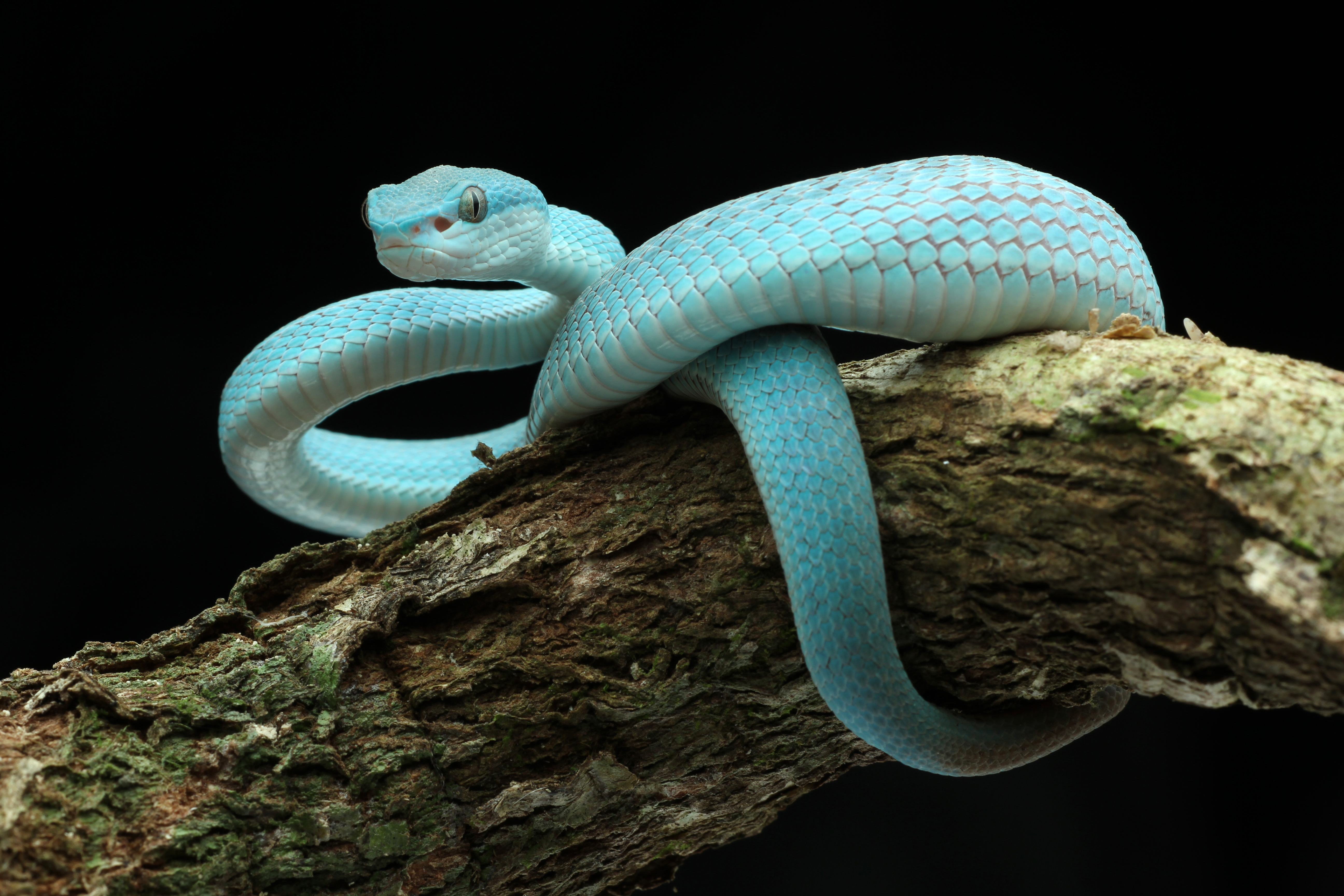
Trimeresurus insularis, dalla colorazione azzurra
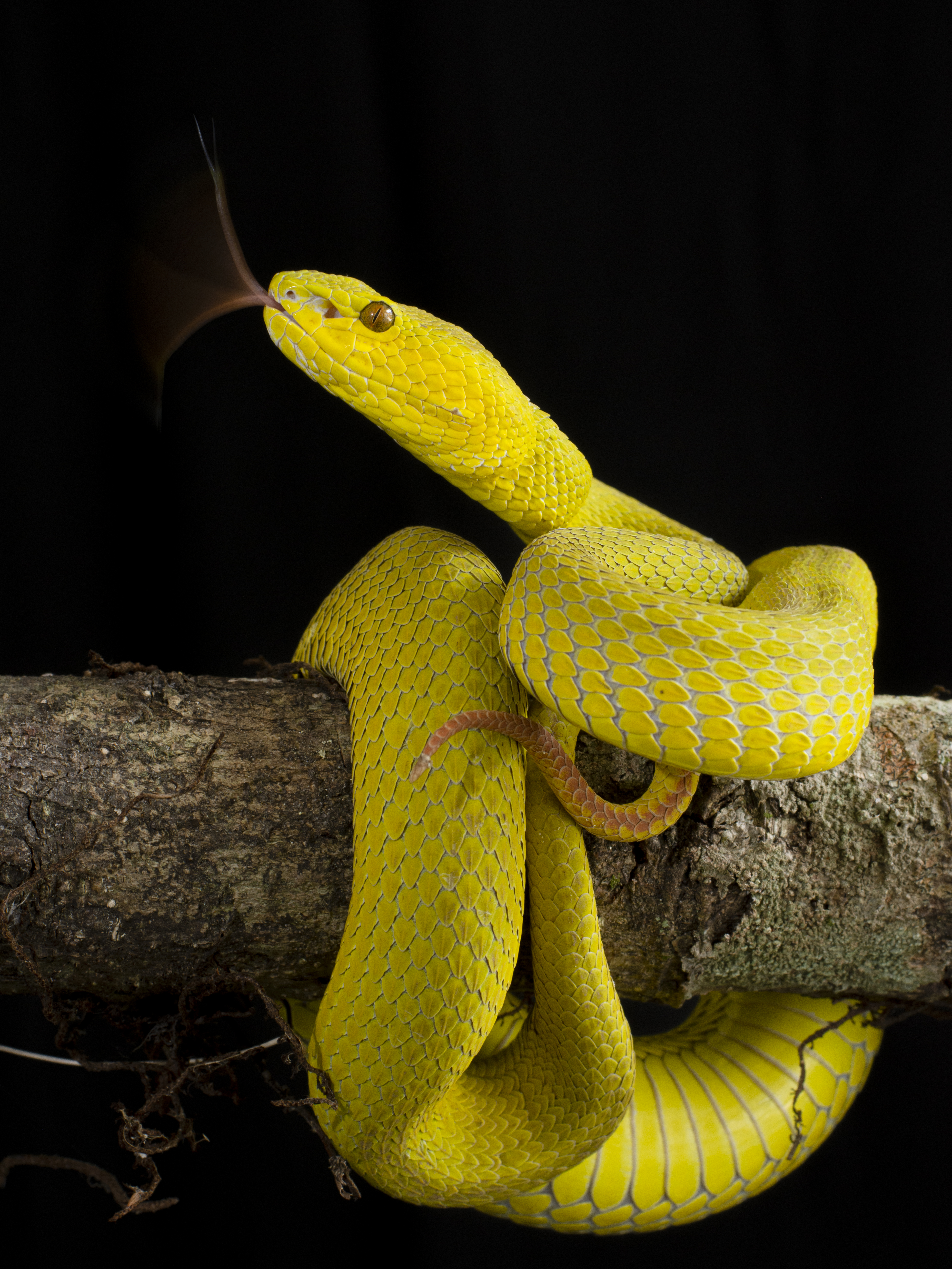
Trimeresurus insularis, dalla colorazione gialla (notare la coda rossa)